# Надднестрянское
Надднестря́нское (укр. Наддністрянське) — село на Украине, находится в Мурованокуриловецком районе Винницкой области.
Код КОАТУУ — 0522884401. Население по переписи 2001 года составляет 899 человек. Почтовый индекс — 23422. Телефонный код — 4356.
Занимает площадь 3,301 км².

## Религия
В селе действует Свято-Михайловский храм Мурованокуриловецкого благочиния Могилёв-Подольской епархии Украинской православной церкви.

## Известные уроженцы
- Евдокия Яковлевна Рачкевич —  участник Великой Отечественной войны, заместитель командира полка по политической части (комиссар) 46-го гвардейского ночного бомбардировочного авиационного полка 325-й ночной бомбардировочной авиационной дивизии.

## Адрес местного совета
23422, Винницкая область, Мурованокуриловецкий р-н, с. Надднестрянское, ул. Ленина, 89